# Jag har sett det på Facebook
Jag har sett det på Facebook är en singelskiva från albumet Så nära av Nilla Nielsen, utgiven 29 juni 2012. 

## Låtlista
1. Jag har sett det på Facebook - (Nilla Nielsen)

## Band
- Nilla Nielsen - Sång, akustisk gitarr, piano, programmering, percussion

## Musikvideo
Jag har sett det på Facebook finns även som "musikvideo"

## Fotnoter
1. ↑  ”Artikel om Jag har sett det på Facebook”, Norra Skåne, 29/6 2012